# Teatro Kursaal de Manresa

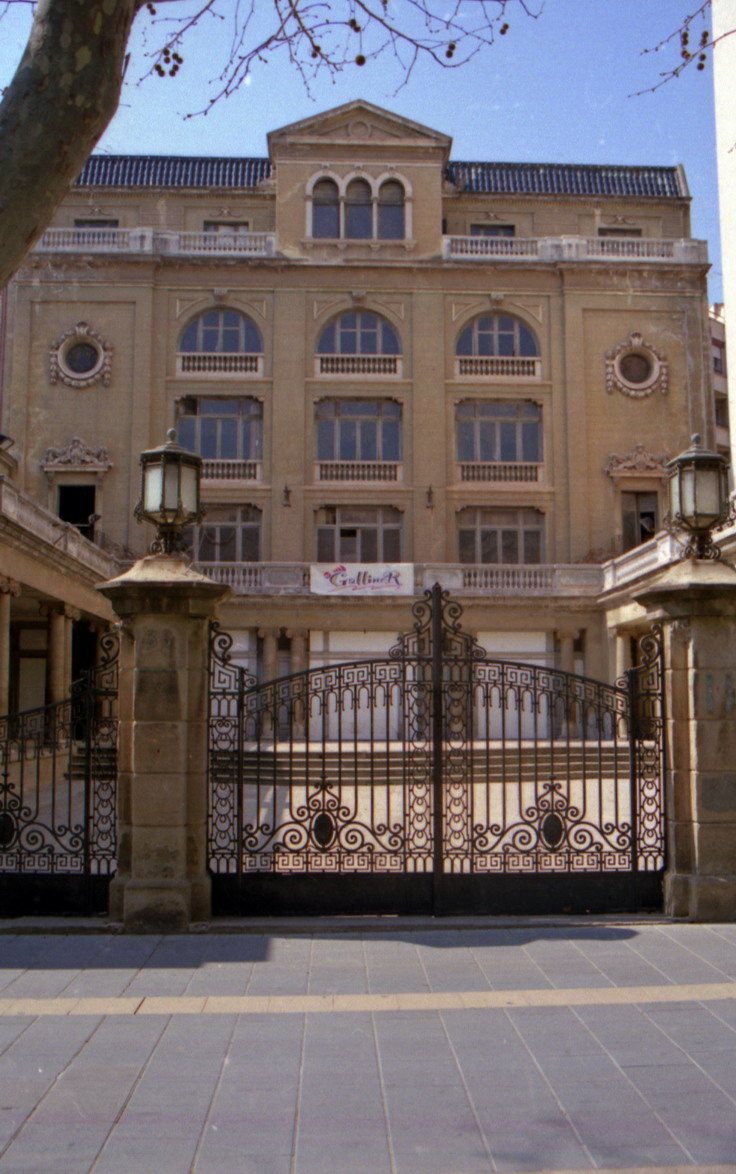
El Kursaal en plena restauración

El Teatro Kursaal de Manresa (en catalán: Teatre Kursaal de Manresa) es un teatro-auditorio ubicado en el Paseo de Pedro III de Manresa (Bages), en el centro de la ciudad. Andrés Cabot y Puig, empresario con una larga experiencia en la industria cinematográfica, fue el promotor de la construcción del edificio, a principios del siglo XX. Encargó la elaboración de los planos al manresano José Firmado y Serramalera. Este arquitecto optó para diseñar un edificio de composición clásica, en la línea de los postulados novecentistas vigentes en la época. Su rehabilitación permitió reinaugurarlo en 2007 con una sala grande, con más de 800 localidades, y otra de pequeña, polivalente, con capacidad para unas 200 personas. Es una obra que ha sido incluida en el Inventario del Patrimonio Arquitectónico de Cataluña.

## Descripción
El teatro es un edificio de planta baja y cuatro pisos, de composición unitaria y simétrica. La fachada principal es de composición clásica, retrocede respecto a la línea del Paseo creando un patio con porches laterales de una planta, apoyados sobre pares de columnas con capiteles jónicos. La fachada posterior, muy plana, con una línea de ventanas a nivel del último piso y un frontón triangular.
Los porches comunican con el interior del edificio, donde hay el vestíbulo y dos escaleras laterales que conducen a los pisos superiores. A nivel de planta baja se desarrolla la sala de espectáculos, concebida en la forma clásica de este tipo de edificios. Pavimentos con madera y mosaico hidráulico. Relevos en tiza. En cuanto a los elementos decorativos, destaca la composición de aperturas y la utilización de elementos clásicos como capiteles, frontones y columnas. El mobiliario es original, igual que las lámparas y el pavimento.

## Historia
El teatro Kursaal de Manresa fue inaugurado el 26 de agosto del 1927, con un acto protocolario y la actuación de la orquesta Massana. El estreno popular, pero, fue unos días más tarde, el 30 de agosto, en plena Fiesta Mayor de la ciudad, con la representación de la ópera Aïda por parte de la orquesta del Liceo. Fue concebido, desde un buen principio, como un espacio escénico capaz de acoger todo tipo de actos: teatro, ópera, zarzuela, conciertos de música y, sobre todo cine. Cine mudo, primero, con acompañamiento musical, tal como se estilaba entonces, y cine sonoro después, a partir de 1929.
El Kursaal fue escenario de momentos importantes de la ciudad, tanto en el terreno cultural como social y político. Acogió, por ejemplo, los actos de conmemoración de la proclamación de las Bases de Manresa, en 1931, con la presencia del presidente Francesc Macià; un concierto de la Orquesta Sinfónica Catalana organizado por la Generalidad republicana y radiado para todo Cataluña, en 1937; la última actuación del barítono Marcos Redondo en su despedida de los escenarios fuera de Barcelona, en 1957; o las celebraciones del 25 y el 50 aniversarios del Orfeón Manresano, en 1927 y 1952. Hay que mencionar dos actuaciones musicales que ilustran las personalidades relevantes que actuaron: Pau Casals (1930) dirigiendo su orquesta y el pianista judío polaco Arthur Rubinstein (1931).
El Kursaal perdió su rol de equipamiento escénico principal y destacado en el contexto cultural manresano durante los años 70 y 80, cuando pasó a ser un cine de segunda categoría, a la vez que se vaciaba gradualmente de espectadores. En 1977  tuvo lugar un recital de Raimon.
Pasó a manos municipales, en 1988. En verano de aquel año se hizo la última representación sobre su escenario: la revista Loco, loco music hall con Mary Santpere y la compañía del El Molino. Carente de uso y sin un mantenimiento básico, el interior del teatro se fue degradando por la humedad y el paso del tiempo. Cerró puertas, pero Manresa no quiso dejarlo escapar como referente cultural. Así, el patio de acceso y los porches continuaron siendo utilizados para todo tipo de actividades: teatro, danza, cine o música. Siempre al aire libre, aprovechando su centralidad y el encanto de una fachada que recordaba tiempos mejores.
El teatro Kursaal volvió a abrir las puertas siete años después, el 24 de diciembre del 1995. La asociación cultural El Gallinero escogió este espacio para presentarse públicamente en la ciudad de Manresa, haciendo una visita guiada. La acción pretendía poner en evidencia el estado de dejadez en que se encontraba el equipamiento y constatar la pertenencia de uno de sus objetivos fundacionales: trabajar por la recuperación del Kursaal como equipamiento cultural y volverlo a poner en funcionamiento antes de 2006. Si bien con un año de retraso, el trabajo del Gallinero convirtió la reivindicación iniciada en 1995 en una realidad. El estreno del nuevo teatro rehabilitado se hizo el 20 de febrero de 2007, la vigilia de la fiesta que conmemora el Milagro de la luz en Manresa. El 23 de febrero de 2007, se estrenó el espectáculo Inauguraal, del cual se hicieron cinco representaciones que vieron más de 4.000 personas.
La reinauguración del teatro Kursaal de Manresa inició una segunda etapa en la vida de este equipamiento, que ha permitido consolidar una programación atractiva, de calidad y diversa, gracias a la versatilidad que ofrece el hecho de disponer de dos salas, con aforos y formados muy diferentes. Un total de 78.571 espectadores, 170 funciones, 122 espectáculos y una ocupación media por encima del 74,63% son algunas cifras que dan cuenta de la vitalidad de este teatro, durante el 2011. Hay que añadir, además, que son unos datos que han seguido una tendencia al crecimiento desde su reinauguración, lo cual sitúa el teatro como un polo de referencia en la difusión de las artes escénicas.

## Premios
- Ganador de los premios ARCO en 2014 en la categoría de "Mejor programación teatral".